# Altarretabel (Westerbuchberg)

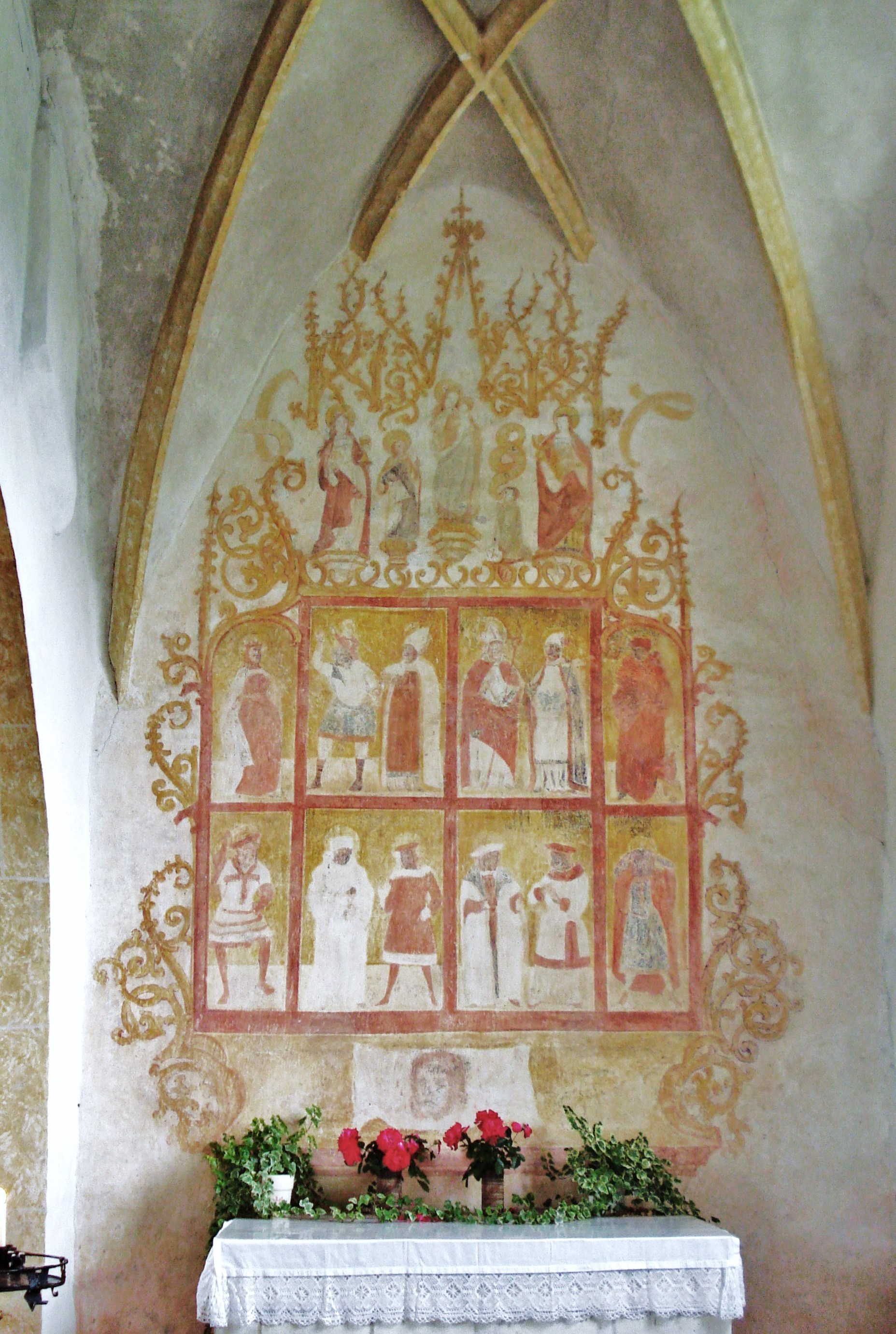
Altarretabel in Westerbuchberg

Das Altarretabel in der katholischen Filialkirche St. Peter und Paul in Westerbuchberg, einem Ortsteil der Gemeinde Übersee im oberbayerischen Landkreis Traunstein, wurde um 1525/30 auf die kahle Wand gemalt. 
Das spätgotische Altarretabel mit der Darstellung der Vierzehn Nothelfer befindet sich an der Ostwand des im Jahr 1524 angebauten Seitenschiffs. Vermutlich konnte sich die Kirchengemeinde die Ausführung eines Schnitzaltars mit Tafelgemälden, Reliefs und Schreinfiguren nicht leisten.   